# Köla landskommun
Köla landskommun var en tidigare kommun i Värmlands län.

## Administrativ historik
När 1862 års kommunalförordningar trädde i kraft inrättades i Köla socken i Jösse härad i Värmland då denna kommun.
Vid kommunreformen 1952 kvarstod kommunen oförändrad.
År 1971 uppgick den i Eda kommun.

### Kyrklig tillhörighet
I kyrkligt hänseende tillhörde kommunen Köla församling.

## Kommunvapen
Blasonering: I fält av silver en uppskjutande vårdkase med röd låga och däröver fyra bjälvis ordnade riksgränstecken i blått.
Vapnet fastställdes 1957.

## Geografi
Köla landskommun omfattade den 1 januari 1952 en areal av 239,90 km², varav 212,38 km² land.

### Tätorter i kommunen 1960
I Köla landskommun fanns den 1 november 1960 ingen tätort. Tätortsgraden i kommunen var då alltså 0,0 procent.

## Politik

### Mandatfördelning i valen 1938-1966
| 1 | 11 | 7 | 3 | 1 |

| 21 |

| 12 | 8 | 2 | 1 |

| 21 |

| 1 | 10 | 10 | 2 |

| 22 |

| 12 | 8 | 3 |

| 20 |

| 12 | 6 | 2 | 3 |

| 21 |

| 12 | 7 | 1 | 3 |

| 21 |

| 12 | 7 | 1 | 3 |

| 22 |

| 11 | 8 | 1 | 3 |

| 22 |